# Jordal, Stenungsunds kommun
Jordal är en bebyggelse öster om Jörlanda i Jörlanda socken i Stenungsunds kommun. Från 2015 avgränsar SCB här en småort.